# Talbert Abrams
Talbert „Ted“ Abrams (* 17. August 1895 in Tekonsha, Michigan; † 26. August 1990 in Lansing, Michigan) war ein US-amerikanischer Luftfahrtpionier und Unternehmer. Er gilt als der Vater der modernen Luftbildfotografie.

## Werdegang

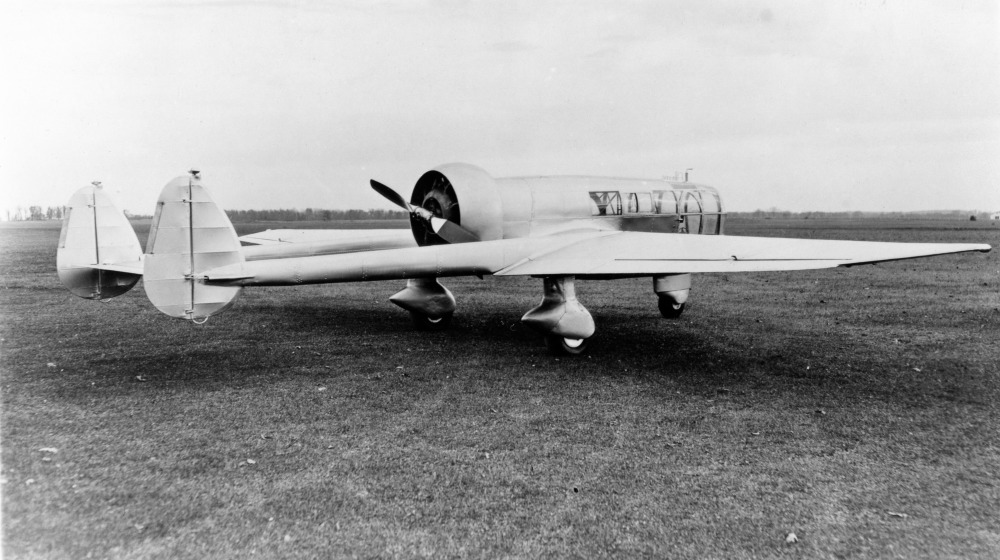
Die Abrams P-1 Explorer

Abrams erlernte an der Curtiss Aviation School das Fliegen, während er als Mechaniker für die Curtiss Aeroplane and Motor Company tätig war. Er erhielt von der Fédération Aéronautique Internationale den Pilotenschein mit der Nummer 282, unterschrieben von Orville Wright.
1917 trat Abrams in das US Marine Corps ein und wurde an die US Navy flying school in Pensacola abkommandiert. Nach dem Ersten Weltkrieg war seine Einheit im Rahmen der so genannten Bananenkriege auf Haiti eingesetzt, wo Abrams erstmals mit der Luftbildfotografie in Berührung kam.
Im Jahre 1920 beendete er seine militärische Karriere, kaufte eine ausgemusterte Curtiss JN-4 und gründete eine kleine Fluggesellschaft namens ABC Airline, blieb aber weiterhin an der Luftbildfotografie interessiert.
Am 17. Januar 1923 heiratete Abrams Leota Pearl Fry. Im selben Jahr kaufte er eine Standard J-1, stattete sie mit Kameras aus und gründete die Abrams Aerial Survey Corporation.
Er bekam den Auftrag, Luftaufnahmen für den Bau eines größeren Nord-Süd-Highways in Michigan anzufertigen. Dieser Abschnitt des U.S. Highway 27, heute Teil des U.S. Highway 127, wurde damit zum ersten Highway, der mit Hilfe von Luftbildern geplant worden war. Abrams schätzte einmal, dass seine Firma in den USA 1.720 Städte und 515 Countys, 48.000 Meilen Leitungstrassen und 5.800 Meilen Highways kartografiert habe; insgesamt sei sie in 96 Ländern tätig gewesen.
Es folgten weitere Firmengründungen, zunächst die Abrams Instrument Corporation, mit deren Hilfe er bessere Luftbildkameras und andere Instrumente für seine Arbeit entwickeln und herstellen wollte. Eines der zahlreichen Patente von Abrams betrifft beispielsweise eine faltbare Betrachtungsbrille für die Stereoskopie.
1937 gründete Abrams die Abrams Air Craft Corporation. Im gleichen Jahr hatte die Abrams P-1 Explorer ihren Erstflug, das erste Flugzeug, das speziell für die Luftbildfotografie und Photogrammetrie entwickelt worden war. Der Ausbruch des Zweiten Weltkriegs beendete die weitere Entwicklung des Flugzeugtyps.
Während des Zweiten Weltkriegs gründete Abrams die Abrams School of Aerial Surveying and Photo Interpretation, um seine Erfahrung in der Luftbildfotografie an das US-Militär weiterzugeben. Währenddessen fertigte die Abrams Instrument Corporation Kameras für die Luftaufklärung und andere optische und elektronische Geräte für militärische Zwecke. Admiral William F. Halsey, während des Krieges Kommandeur einer Flotte der US Navy im Pazifik, sagte einmal, jedes amerikanische Schiff und jedes amerikanische Flugzeug im Pazifikkrieg sei mit Karten ausgerüstet gewesen, die auf Datenmaterial von Abrams und seinen Angestellten basierten.
In den 1960er Jahren nahm Abrams an der Operation Deep Freeze in der Antarktis teil.
1961 verkaufte er die Abrams Instrument Corporation an Curtiss-Wright und setzte sich zur Ruhe.
1962 gründeten Talbert und Leota die Abrams Foundation, die jährlich Stipendien in Ingenieurwissenschaften vergibt. Im selben Jahr stifteten sie der Michigan State University einen größeren Geldbetrag zum Bau eines Planetariums.
Talbert Abrams starb im Alter von 95 Jahren in einem Pflegeheim in Lansing.

## Ehrungen

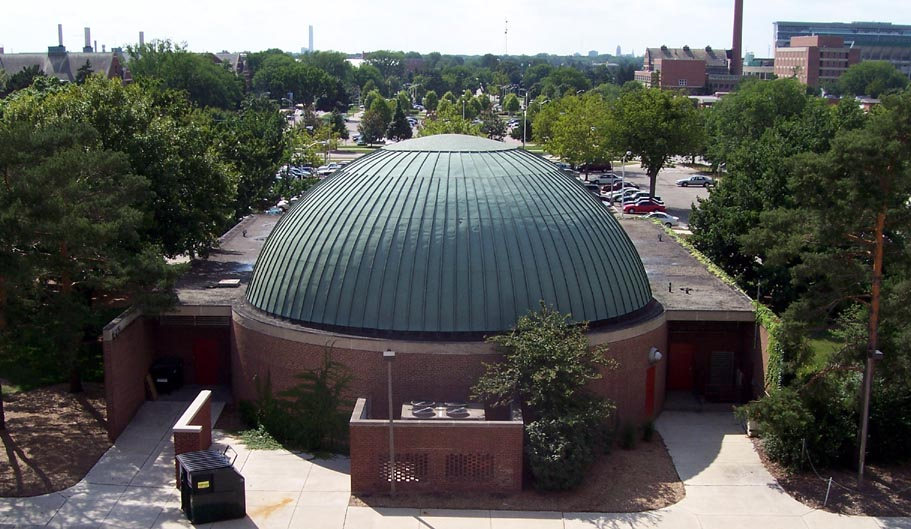
Das Abrams Planetarium an der MSU

In jedem Jahr vergibt die American Society for Photogrammetry and Remote Sensing (ASPRS) den Talbert Abrams Award für herausragende Leistungen im Bereich Luftbildfotografie und -kartografie.
Der Mount Abrams in der Antarktis ist nach ihm benannt. Außerdem wurde er mit der Antarctica Service Medal ausgezeichnet.
Ebenso nach ihm benannt ist das von ihm und seiner Frau gestiftete Abrams Planetarium an der Michigan State University.